# Giải bóng đá Cúp Quốc gia 2000–01
Giải bóng đá Cúp Quốc gia 2000–01, tên gọi chính thức là Giải bóng đá Cúp Quốc gia – Pepsi Cup 2000–01 vì lý do tài trợ, là mùa giải thứ 9 của Giải bóng đá Cúp Quốc gia do Liên đoàn bóng đá Việt Nam (VFF) tổ chức. Giải đấu khởi tranh từ ngày 19 tháng 11 năm 2000 và kết thúc vào ngày 17 tháng 6 năm 2001, với sự tham gia của các câu lạc bộ bóng đá tại Việt Nam.
Công an Thành phố Hồ Chí Minh đã giành chức vô địch sau khi đánh bại Công an Hà Nội với tỷ số 2-1 trong trận chung kết tại sân vận động Hà Nội, Hà Nội.

## Thể thức thi đấu
- Vòng loại, vòng bán kết và chung kết: Các đội được bắt cặp, thi đấu theo thể thức loại trực tiếp một lượt trận.
- Vòng 1/8 và tứ kết: Các đội thi đấu hai lượt trận trên sân nhà và sân khách. Hiệp phụ (có áp dụng luật bàn thắng vàng) và loạt sút luân lưu được sử dụng để xác định đội thắng nếu cần thiết.

## Giải thưởng
| Vòng đấu | Tiền thưởng     |
| -------- | --------------- |
| Hạng ba  | 150.000.000 VNĐ |
| Á quân   | 300.000.000 VNĐ |
| Vô địch  | 600.000.000 VNĐ |

## Vòng loại
Tất cả trận lượt đi diễn ra vào ngày 19 tháng 11 năm 2000 và lượt về diễn ra vào ngày 26 tháng 11 năm 2000.
| Đội 1      | TS    | Đội 2      | Lượt đi | Lượt về            |
| ---------- | ----- | ---------- | ------- | ------------------ |
| Quảng Ninh | 1 - 4 | ACB        | 1 - 2   | 0 - 2              |
| Bình Định  | 4 - 0 | Đà Nẵng    | 3 - 0   | 1 - 0              |
| Lâm Đồng   | 4 - 1 | Gia Lai    | 1 - 0   | 3 - 1              |
| Bình Dương | 0 - 2 | Quân khu 7 | 0 - 1   | 0 - 1              |
| An Giang   | 0 - 2 | Tiền Giang | 3 - 1   | 1 - 3 (0 - 3, Pen) |
| Long An    | 1 - 2 | Hải Quan   | 1 - 0   | 0 - 2              |

## Vòng 1/8

### Lượt đi
| 24 tháng 2 năm 2001 | Ngân hàng Á Châu | 1 – 1    | Sông Lam Nghệ An | Sân vận động Hà Nội     |  |
|                     | Hồng Việt 83'    | Chi tiết | Kyembe 75'       | Trọng tài: Bùi Huy Tùng |  |

| 24 tháng 2 năm 2001 | Bình Định                                  | 3 – 0    | Nam Định     | Sân vận động Quảng Ngãi    |  |
|                     | Gia Thịnh 16' · Quang Huy 52' (ph.đ.), 73' | Chi tiết | Thế Hiếu 55' | Trọng tài: Phùng Ðình Dũng |  |

| 25 tháng 2 năm 2001 | Hải Quan     | 1 – 1    | Công an Thành phố Hồ Chí Minh | Sân vận động Thống Nhất |  |
|                     | Kim Phụng 7' | Chi tiết | David 51'                     |                         |  |

| 25 tháng 2 năm 2001 | Tiền Giang | 0 – 1    | Đồng Tháp                 | Sân vận động Tiền Giang |  |
|                     | Văn Chính  | Chi tiết | Trung Vĩnh 38' · Anderson | Lượng khán giả: 2.000   |  |

| 25 tháng 2 năm 2001 | Khánh Hòa | 0 – 0    | Thừa Thiên Huế | Sân vận động Nha Trang                          |  |
|                     |           | Chi tiết | Douglas 28'    | Lượng khán giả: 15.000 Trọng tài: Lương Thế Tài |  |

| 25 tháng 2 năm 2001 | Thể Công                  | 2 – 1    | Công an Hải Phòng     | Sân vận động Hà Nội |  |
|                     | Thanh Phương 55', 85' 89' | Chi tiết | Ðức Cường 89' (ph.đ.) |                     |  |

| 25 tháng 2 năm 2001 | Lâm Đồng | 1 – 1    | Công an Hà Nội | Sân vận động Đà Lạt |  |
|                     | Hà Thìn  | Chi tiết | Thanh Sơn      | Lượng khán giả: 500 |  |

| 25 tháng 2 năm 2001 | Quân khu 7   | 1 – 2    | Cảng Sài Gòn                    | Sân vận động Đồng Nai |  |
|                     | Quốc Lâm 86' | Chi tiết | Bảo Hùng 58' · Nguyễn Quang 75' |                       |  |

### Lượt về
| 10 tháng 3 năm 2001 | Sông Lam Nghệ An | 1 – 0 (TTS 2 – 1) | Ngân hàng Á Châu | Sân vận động Vinh     |  |
|                     | Thanh Hoàn 84'   | Chi tiết          |                  | Lượng khán giả: 3.000 |  |

| 10 tháng 3 năm 2001 | Nam Định | 0 – 0 (TTS 0 – 3) | Bình Định | Sân vận động Chùa Cuối |
|                     |          | Chi tiết          |           |                        |

| 11 tháng 3 năm 2001 | Công an Thành phố Hồ Chí Minh               | 3 – 0 (TTS 4 – 1) | Hải Quan | Sân vận động Thống Nhất |  |
|                     | Ngọc Thọ 79' · Việt Thắng 89' · David 90+2' | Chi tiết          |          |                         |  |

| 11 tháng 3 năm 2001 | Đồng Tháp     | 1 – 1 (TTS 2 – 1) | Tiền Giang       | Sân vận động Cao Lãnh      |  |
|                     | Tấn Thành 24' | Chi tiết          | Nguyễn Hoàng 72' | Trọng tài: Phùng Đình Dũng |  |

| 11 tháng 3 năm 2001 | Thừa Thiên Huế                      | 2 – 0 (TTS 2 – 0) | Khánh Hòa | Sân vận động Tự Do |  |
|                     | Babou 20' · Nguyễn Văn Hiền (A) 42' | Chi tiết          |           |                    |  |

| 11 tháng 3 năm 2001 | Công an Hải Phòng | 0 – 2 (TTS 1 – 4) | Thể Công                       | Sân vận động Lạch Tray                         |  |
|                     |                   | Chi tiết          | Như Thành 37' · Công Tuyền 60' | Lượng khán giả: 3.000 Trọng tài: Lương Thế Tài |  |

| 11 tháng 3 năm 2001 | Công an Hà Nội                                 | 3 – 0 (TTS 4 – 1) | Lâm Đồng | Sân vận động Hà Nội                    |  |
|                     | Minh Ðức 22' · Huỳnh Điệp 26' · Tuấn Thành 47' | Chi tiết          | .        | Lượng khán giả: 300 Trọng tài: Quốc Ân |  |

| 11 tháng 3 năm 2001 | Cảng Sài Gòn                                            | 3 – 0 (TTS 5 – 1) | Quân khu 7 | Sân vận động Thống Nhất |  |
|                     | Nguyễn Quang 20' · Minh Phương 57' · Huỳnh Hồng Sơn 81' | Chi tiết          |            |                         |  |

## Vòng tứ kết
Kể từ vòng tứ kết, các trận đấu được diễn ra tập trung tại sân vận động Hà Nội, Hà Nội. Lễ bốc thăm chia cặp đấu cho vòng tứ kết đã diễn ra lúc 10 giờ ngày 30 tháng 5 năm 2001 tại khách sạn Meritus, Hà Nội.

### Lượt đi
| 3 tháng 6 năm 2001 | Công an Hà Nội      | 2 – 0                   | Cảng Sài Gòn | Sân vận động Hà Nội                            |  |
| 15:00              | Tuấn Thành 62', 87' | Chi tiết Chi tiết (FPT) |              | Lượng khán giả: 4.000 Trọng tài: Lê Thanh Bình |  |

| 4 tháng 6 năm 2001 | Thể Công     | 1 – 0    | Đồng Tháp | Sân vận động Hà Nội   |  |
| 15:00              | Hồng Sơn 54' | Chi tiết |           | Lượng khán giả: 2.000 |  |

| 5 tháng 6 năm 2001 | Sông Lam Nghệ An | 1 – 3    | Bình Định               | Sân vận động Hà Nội |  |
| 15:00              | Sỹ Thủy 30'      | Chi tiết | Minh Mính 43', 77', 85' |                     |  |

| 6 tháng 6 năm 2001 | Công an TP. Hồ Chí Minh                        | 4 – 2    | Thừa Thiên Huế                 | Sân vận động Hà Nội |  |
| 15:00              | Huỳnh Đức 50', 80' · Serene 70' · Yu Xiang 82' | Chi tiết | Văn Hiền A 40' · Quang Phú 45' |                     |  |

### Lượt về
| 7 tháng 6 năm 2001 | Cảng Sài Gòn     | 1 – 0 (TTS 1 – 2) | Công an Hà Nội | Sân vận động Hà Nội |  |
| 16:30              | Nguyễn Quang 65' | Chi tiết          |                |                     |  |

| 8 tháng 6 năm 2001 | Đồng Tháp          | 1 – 3 (TTS 1 – 4) | Thể Công                            | Sân vận động Hà Nội |  |
| 16:30              | Trần Công Minh 81' | Chi tiết          | Phương Nam 10', 25' · Hoàng Anh 23' |                     |  |

| 9 tháng 6 năm 2001 | Bình Định    | 1 – 0 (TTS 4 – 1) | Sông Lam Nghệ An | Sân vận động Hà Nội |  |
| 16:30              | Blessing 53' | Chi tiết          |                  |                     |  |

| 10 tháng 6 năm 2001 | Thừa Thiên Huế | 1 – 3 (TTS 3 – 7) | Công an TP. Hồ Chí Minh                           | Sân vận động Hà Nội |  |
| 16:30               | Quang Phú 89'  | Chi tiết          | Sỹ Thành 14' · Thành Thông 59' · David Serene 79' | Lượng khán giả: 200 |  |

## Vòng bán kết
| 12 tháng 6 năm 2001                            | Công an Hà Nội | 1 – 1 (s.h.p.) (4 – 2 p)                      | Thể Công     | Sân vận động Hà Nội   |  |
| 16:30                                          | Tuấn Thành 82' | Chi tiết                                      | Hồng Sơn 85' | Lượng khán giả: 2.000 |  |
|                                                |                | Loạt sút luân lưu                             |              |                       |  |
| Trung Phong · Minh Đức · Minh Hiếu · Bảo Thắng |                | Hồng Sơn · Phương Nam · Thanh Hải · Minh Tiến |              |                       |  |

| 13 tháng 6 năm 2001 | Bình Định     | 1 – 5    | Công an TP. Hồ Chí Minh                                                  | Sân vận động Hà Nội     |  |
| 16:30               | Minh Mính 30' | Chi tiết | Huỳnh Đức 5' (ph.đ.), 23' (ph.đ.) · Yu Xiang 18' · David Serene 75', 80' | Trọng tài: Bùi Huy Tùng |  |

## Tranh hạng ba
| 16 tháng 6 năm 2001 | Bình Định    | 1 – 0    | Thể Công | Sân vận động Hà Nội |  |
| 16:30               | Minh Mính 9' | Chi tiết |          |                     |  |

## Trận chung kết
| 17 tháng 6 năm 2001 | Công an TP.Hồ Chí Minh     | 2 – 1 (s.h.p.)          | Công an Hà Nội | Sân vận động Hà Nội   |  |
| 16:00               | Serene 75' · Ngọc Thọ 119' | Chi tiết Chi tiết (FPT) | Tuấn Thành 77' | Lượng khán giả: 8.000 |  |

| Vô địch Cúp Quốc gia 2000-2001 Công an Thành phố Hồ Chí Minh Lần thứ hai |